# Plattsäv
Plattsäv (Blysmus compressus) är en halvgräsart som först beskrevs av Carl von Linné, och fick sitt nu gällande namn av Georg Wolfgang Franz Panzer och Heinrich Friedrich Link. Plattsäv ingår i släktet plattsävssläktet, och familjen halvgräs.

## Underarter
Arten delas in i följande underarter:
- B. c. compressus
- B. c. subulifolius
- B. c. brevifolius
- B. c. dissitus

## Bildgalleri

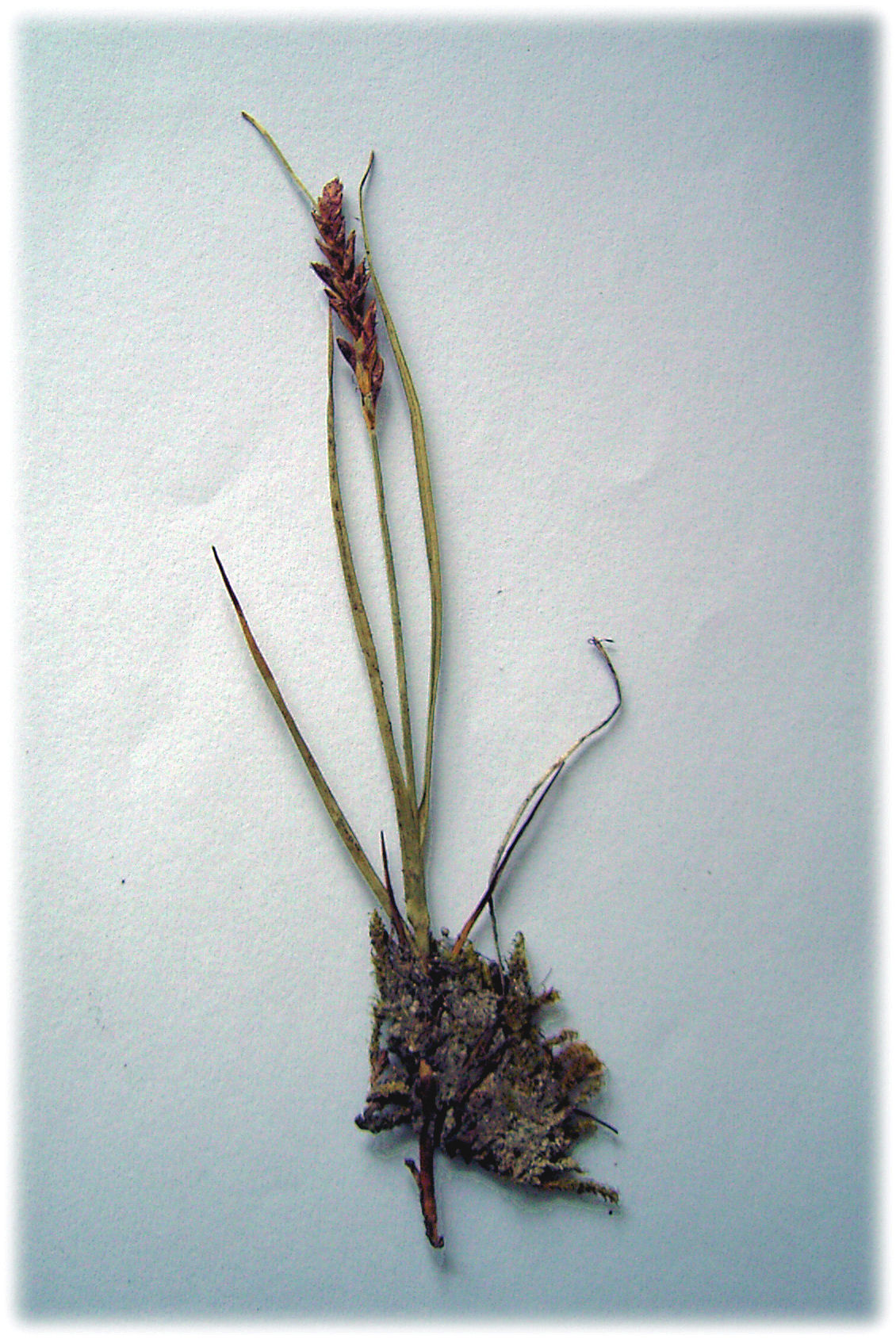
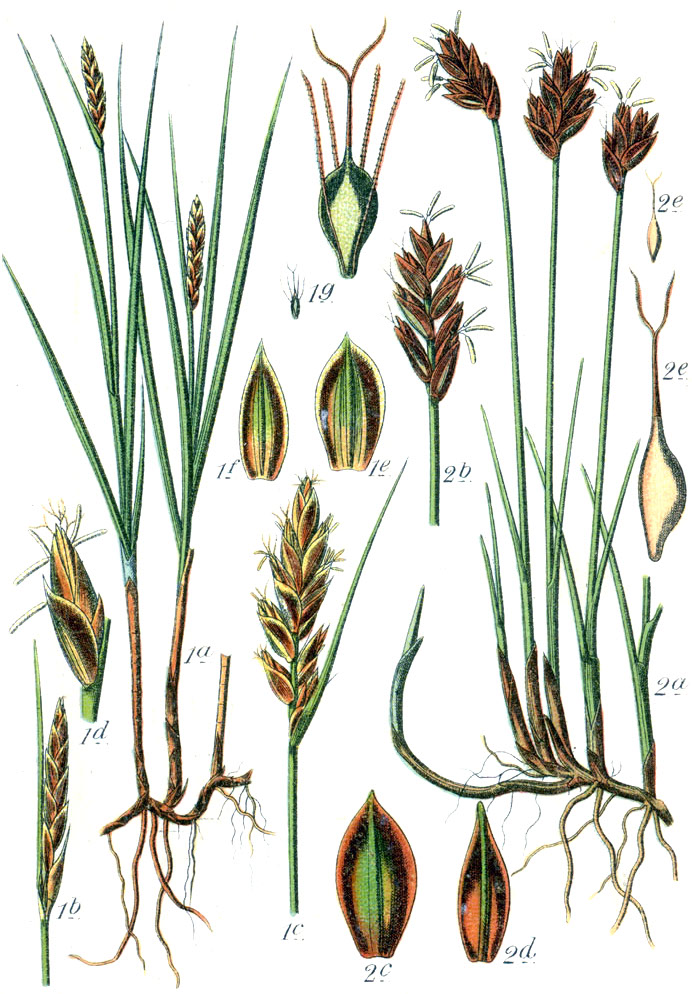
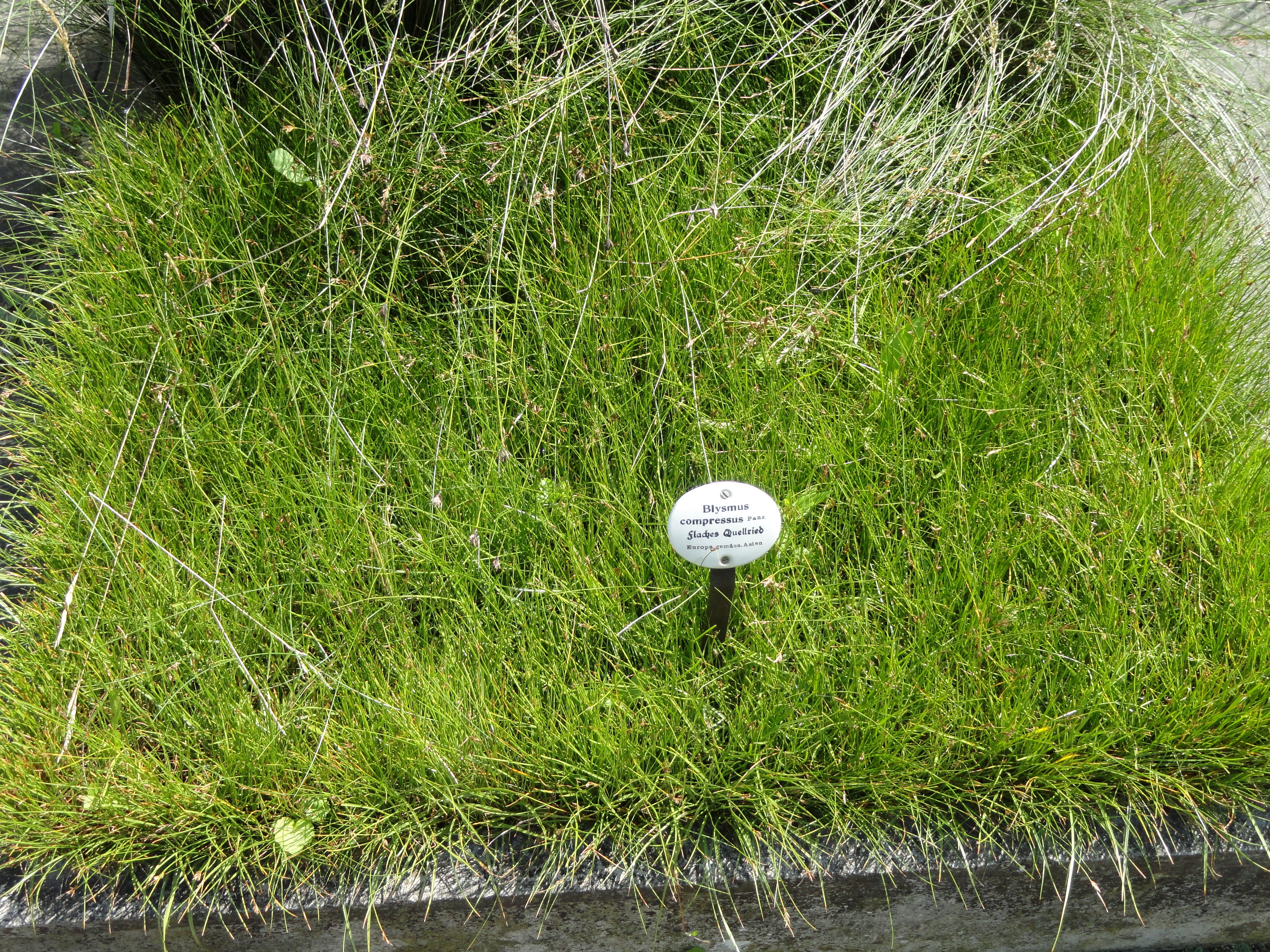